# Rachunek lambda
Rachunek lambda – system formalny używany do badania zagadnień związanych z podstawami matematyki jak rekurencja, definiowalność funkcji, obliczalność, podstawy matematyki np. definicja liczb naturalnych, wartości logicznych itd. Rachunek lambda został wprowadzony przez Alonzo Churcha w 1930 roku. Jest uniwersalną reprezentacją obliczeń i równoznaczny maszynie Turinga, tzn. dowolne wyrażenie w rachunku lambda można przedstawić jako program na maszynie Turinga i odwrotnie. Został użyty do udowodnienia hipotezy, nazwanej później hipotezą Churcha-Turinga.
Rachunek lambda jest przydatny do badania algorytmów. Wszystkie algorytmy, które dadzą się zapisać w rachunku lambda, dadzą się zaimplementować na maszynie Turinga i odwrotnie.
Istnieje wiele rodzajów rachunku lambda, z czego najprostszym jest rachunek lambda bez typów, stanowiący pierwotną inspirację dla powstania programowania funkcyjnego (Lisp). Rachunek lambda z typami jest podstawą dzisiejszych systemów typów w językach programowania.

## Opis nieformalny
W rachunku lambda każde wyrażenie określa funkcję jednoargumentową. Z kolei argumentem tej funkcji jest również funkcja jednoargumentowa, wartością funkcji jest znów funkcja jednoargumentowa. Funkcja jest definiowana anonimowo przez wyrażenie lambda, które opisuje, co funkcja robi ze swoim argumentem.
Funkcja {\displaystyle f} zwracająca argument powiększony o dwa, którą można by matematycznie zdefiniować jako {\displaystyle f(x)=x+2,} w rachunku lambda ma postać {\displaystyle \lambda \ x\,.\,x+2} (nazwa parametru formalnego jest dowolna, więc {\displaystyle x} można zastąpić inną zmienną). Z kolei wartość funkcji w punkcie, np. {\displaystyle f(3)} ma zapis {\displaystyle (\lambda \,x\,.\,x+2)\,3.} Warto wspomnieć o tym, że funkcja jest łączna lewostronnie względem argumentu, tzn. {\displaystyle f\,x\,y=(f\,x)\,y.}
Ponieważ wszystko jest funkcją jednoargumentową, możemy zdefiniować zmienną o zadanej wartości – nazwijmy ją {\displaystyle a.} Funkcja {\displaystyle a} jest oczywiście stała, choć nic nie stoi na przeszkodzie, aby była to dowolna inna funkcja. W rachunku lambda {\displaystyle a} jest dane wzorem {\displaystyle \lambda \,a\,.\,a\,3.}
Teraz jesteśmy w stanie dokonać klasycznego otrzymania wartości w punkcie lub też lepiej rzecz ujmując, wykonać złożenie funkcji, mianowicie {\displaystyle f\circ a=f(a).} Niech {\displaystyle f} będzie dana jak poprzednio, wtedy: {\displaystyle (\lambda \,f\,.\,f\,3)(\lambda \,x\,.\,x+2)} i dalej {\displaystyle (\lambda \,x\,.\,x+2)\,3,} a więc otrzymujemy po prostu {\displaystyle 3+2.}
Funkcję dwuargumentową można zdefiniować za pomocą techniki zwanej curryingiem, mianowicie jako funkcję jednoargumentową, której wynikiem jest znowu funkcja jednoargumentowa. Rozpatrzmy funkcję {\displaystyle f(x,y)=x-y,} której zapis w rachunku lambda ma postać {\displaystyle \lambda \,x\,.\,\lambda \,y\,.\,x-y.} Aby uprościć zapis stosuje się powszechnie konwencję, aby funkcje „curried” zapisywać według wzoru {\displaystyle \lambda \,x\,y\,.\,x-y.}

## Wyrażenia lambda
Niech {\displaystyle X} będzie nieskończonym, przeliczalnym zbiorem zmiennych. Wyrażenie lambda definiuje się następująco:
- Jeżeli {\displaystyle x\in X} to {\displaystyle x} jest wyrażeniem lambda,
- Jeżeli {\displaystyle M} jest wyrażeniem lambda i {\displaystyle x\in X,} to napis {\displaystyle \lambda x.M} jest wyrażeniem lambda,
- Jeżeli {\displaystyle M} oraz {\displaystyle N} są wyrażeniami lambda, to napis {\displaystyle (NM)} jest wyrażeniem lambda,
- Wszystkie wyrażenia lambda można utworzyć korzystając z powyższych reguł.

Zbiór wszystkich wyrażeń lambda oznacza się {\displaystyle \Lambda .}
Wyrażenia lambda rozpatruje się najczęściej jako klasy abstrakcji relacji alfa-konwersji.

### Zmienne wolne
Zbiór zmiennych wolnych definiuje się następująco:
- {\displaystyle FV(x)=\{x\}}
- {\displaystyle FV(MN)=FV(M)\cup FV(N)}
- {\displaystyle FV(\lambda x.M)=FV(M)-\{x\}}

## Logika
Użycie wartości liczbowych do oznaczania wartości logicznych może prowadzić do nieścisłości przy operowaniu relacjami na liczbach, dlatego też należy wyraźnie oddzielić logikę od obiektów, na których ona operuje. Z tego powodu oczywistym staje się fakt, że wartości logiczne prawdy i fałszu muszą być elementami skonstruowanymi z wyrażeń tego rachunku.
Wartościami logicznymi nazwiemy funkcje dwuargumentowe, z których jedna zawsze będzie zwracać pierwszy argument, a druga – drugi:
- {\displaystyle {\mbox{true}}} (prawda) to {\displaystyle \lambda xy.x,}
- {\displaystyle {\mbox{false}}} (fałsz) to {\displaystyle \lambda xy.y.}

Teraz chcąc ukonstytuować operacje logiczne stosujemy nasze ustalone wartości tak, by wyniki tych operacji były zgodne z naszymi oczekiwaniami, mamy:
- {\displaystyle {\mbox{not}}} (negacja) to {\displaystyle \lambda x.x\;{\mbox{false true}},}
- {\displaystyle {\mbox{and}}} (koniunkcja) to {\displaystyle \lambda xy.xy\;{\mbox{false}},}
- {\displaystyle {\mbox{or}}} (alternatywa) to {\displaystyle \lambda xy.x\;{\mbox{true}}\;y.}

Rozwiniętą implikację „jeśli {\displaystyle A,} to {\displaystyle B,} w przeciwnym razie {\displaystyle C}” zapisać można jako {\displaystyle A\;B\;C,} czyli {\displaystyle (A\;B)\;C.}

### Przykład
Obliczmy wartość wyrażenia „prawda i fałsz”, czyli w rachunku lambda
{\displaystyle {\mbox{and true false}}=(\lambda xy.xy\;{\mbox{false}})\;{\mbox{true false}}={\mbox{true false false}}=(\lambda xy.x)\;{\mbox{false false}}={\mbox{false}},}
czyli „fałsz” zgodnie z oczekiwaniami.

## Struktury danych
Para {\displaystyle p} złożona z elementów {\displaystyle x} i {\displaystyle y} to {\displaystyle \lambda z.zxy}
Pierwszy element wyciąga się za pomocą {\displaystyle p\;{\mbox{true}},} natomiast drugi przez {\displaystyle p\;{\mbox{false}}.}
Listy można konstruować następującym sposobem:
- NIL to {\displaystyle \lambda x.{\mbox{true}}}
- CONS to PARA wartość i lista

Następująca funkcja zwraca {\displaystyle {\mbox{true}},} jeśli argumentem jest NIL, oraz {\displaystyle {\mbox{false}},} jeśli to CONS: {\displaystyle \lambda x.x(\lambda ab.{\mbox{false}})}

## Rekurencja w rachunku lambda
Rachunek lambda z pozoru nie ma żadnego mechanizmu, który umożliwiałby rekurencję – nie można odwoływać się w definicji do samej funkcji. A jednak rekurencję można osiągnąć poprzez operator paradoksalny Y.
Paradoks polega na tym że dla każdego F zachodzi:
Y F = F (Y F)
Tak więc np. funkcja negacji nie jest możliwa do zaimplementowania w postaci ogólnej, gdyż:
(Y nie) = nie (Y nie)
Funkcja rekurencyjna musi pobrać siebie samą jako wartość.
Działa to w następujący sposób:
(Y f) n
f (Y f) n
λ f. λ n. ciało_f
gdzie ciało_f może się odwoływać do siebie samej
Np.:
silnia = Y (λ f. λ n. if_then_else (is_zero n) 1 (mult n (f (pred n))))